# Zakaria Labyad
Zakaria Labyad (Zentralatlas-Tamazight ⵣⴰⴽⴰⵔⵉⵢⴰ ⵍⴰⴱⵢⴰⴹ Zakariya Labyaḍ; * 9. März 1993 in Utrecht, Niederlande) ist ein marokkanisch-niederländischer Fußballspieler, der seit Februar 2023 beim FC Utrecht unter Vertrag steht.

## Karriere

### Verein
Labyad begann bei den Junioren des USV Elinkwijk in seiner Heimatstadt Utrecht mit dem Fußball spielen. 2004 wechselte er im Alter von elf Jahren in die Jugendabteilung der PSV Eindhoven.
Seit der Saison 2009/10 gehört Labyad zur ersten Mannschaft der PSV, die in der Eredivisie spielt. Sein Debüt gab er am 25. Februar 2010 beim 3:2-Sieg gegen den Hamburger SV in der 2. Runde der Europa League. Erstmals in der Liga lief er drei Tage später beim 5:1-Erfolg über RKC Waalwijk auf, als er in der Halbzeit eingewechselt wurde. Gegen den FC Groningen gelangen ihm am 18. April 2010 in seinem fünften Ligaspiel seine ersten beiden Treffer im Profifußball. Nach nur sechs Saisonspielen in seinem ersten Jahr kam er auch in der folgenden Spielzeit 2010/11 vorerst nur sporadisch zum Einsatz. Am 7. April 2011 machte Labyad bei der 1:4-Niederlage im Europa-League-Viertelfinalhinspiel gegen den Benfica Lissabon, nach seiner Einwechslung, das Tor zum 1:3 (Endstand 1:4). Zugleich war es auch Labyads erstes Tor im Europapokal. In der Saison 2011/12 avancierte Labyad schließlich zum Stammspieler und wurde in 32 Partien eingesetzt, in denen er sechs Treffer erzielen konnte. 2012 gewann er mit PSV durch ein 3:0-Finalsieg über Heracles Almelo zudem den niederländischen Pokal.
Zur Saison 2012/13 wechselte Labyad zum portugiesischen Erstligisten Sporting Lissabon. Am 19. August 2012 (1. Spieltag) debütierte er in der Primeira Liga.
Am 9. Januar 2014 wechselte Labyad für eineinhalb Jahre auf Leihbasis zu Vitesse Arnheim.
Nach seiner Rückkehr nach Lissabon im Sommer 2015 gehörte er dem Kader der zweiten Mannschaft an, für die er 14 Mal in der Segunda Liga zum Einsatz kam und drei Tore erzielte.
Am 1. Februar 2016 wechselte Labyad bis zum Ende der Saison 2015/16 auf Leihbasis zum englischen Zweitligisten FC Fulham. Beim FC Fulham konnte er sich nicht durchsetzen und kam in der ersten Mannschaft und U-21 jeweils zu zwei Einsätzen ohne eigenen Torerfolg.
Nach dem Ende der Leihe spielte Labyad bei Sporting Lissabon keine Rolle mehr. Am 31. August 2016 wurde sein Vertrag aufgelöst.
Nach viermonatiger Vereinslosigkeit schloss sich Labyad am 5. Januar 2017 dem FC Utrecht an, bei dem er einen Vertrag bis zum 30. Juni 2020 erhielt.

### Nationalmannschaft
Mit der niederländischen Mannschaft nahm Labyad an der U-17-Weltmeisterschaft 2009 in Nigeria teil. Er spielte in allen drei Vorrundenpartien gegen Kolumbien, Gambia und den Iran. Nach nur einem Sieg aus den drei Partien schied die Niederlande bereits nach der Gruppenphase aus.
Nachdem er auch schon einige Spiele für die niederländische U-19-Nationalmannschaft bestritten hatte, entschied sich Labyad 2010, zukünftig für Marokko, dem Heimatland seiner Eltern, aufzulaufen. Anfang Februar 2011 wurde er für das Länderspiel gegen Burkina Faso erstmals in den Kader der marokkanischen U-23-Nationalmannschaft berufen. Bei seinem Debüt, das Marokko 3:1 gewann, traf Labyad in der 33. Minute per Elfmeter.
2012 nahm Labyad für Marokko an den Olympischen Spielen in London teil. Er wurde in allen drei Vorrundenspielen gegen Honduras, Japan und Spanien eingesetzt und erzielte beim 2:2-Unentschieden gegen Honduras auch einen Treffer. Marokko konnte in der Gruppe zwar die Spanier hinter sich lassen, zog aber auf Platz 3 liegend dennoch nicht in die nächste Runde ein.

## Erfolge
PSV Eindhoven
- Niederländischer Pokalsieger: 2012

Ajax Amsterdam
- Niederländischer Meister (3): 2019, 2021, 2022
- Niederländischer Pokalsieger (2): 2019, 2021